# Şahinyurdu, Gemlik
Şahinyurdu là một xã thuộc quận Gemlik, tỉnh Bursa, Thổ Nhĩ Kỳ. Dân số thời điểm năm 2011 là 494 người.